# Giant Magellan Telescope

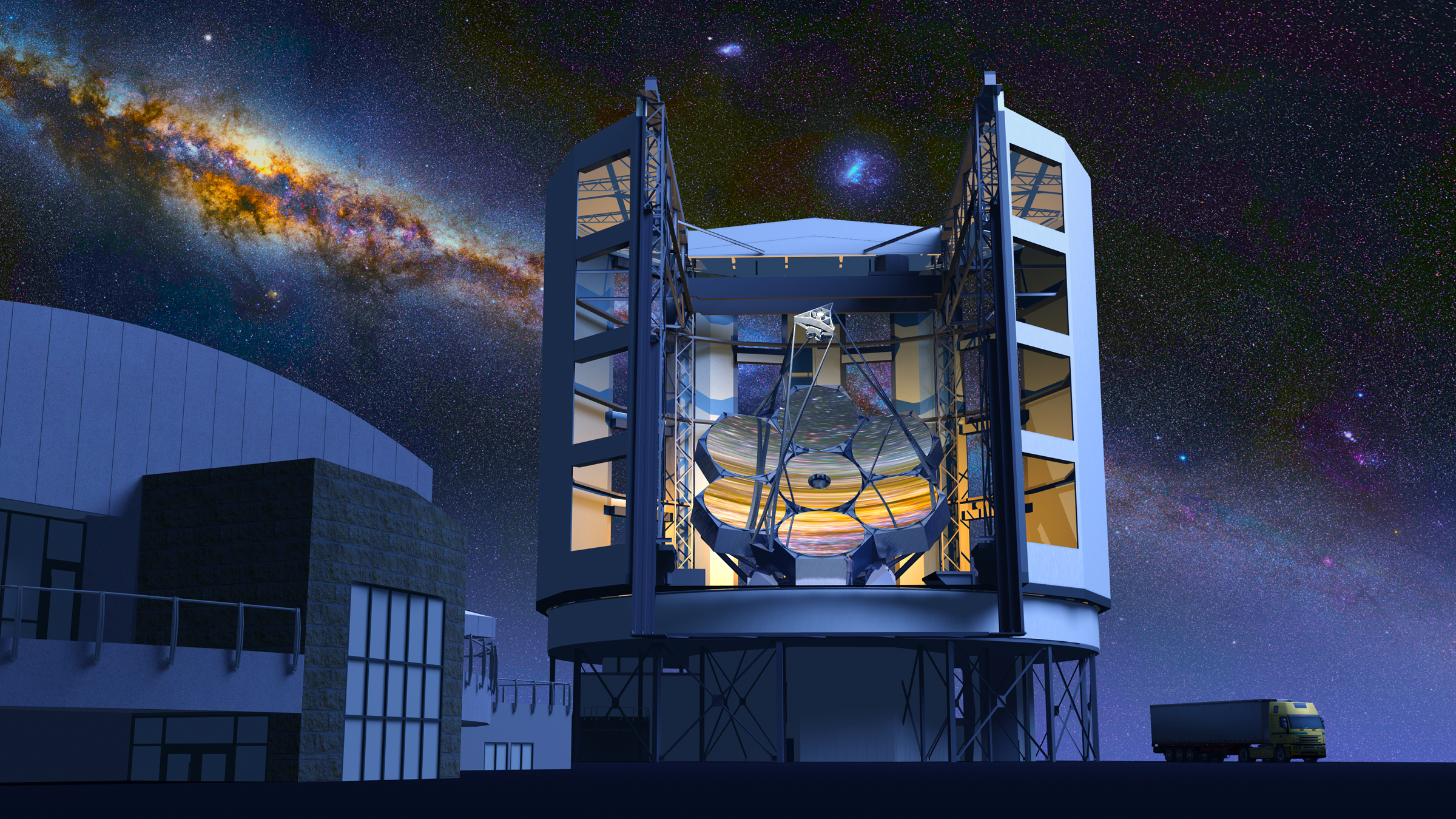
Giant Magellan Telescope (GMT) in einer künstlerischen Visualisierung

Das Giant Magellan Telescope (GMT) ist ein im Bau befindliches Riesenteleskop im Las-Campanas-Observatorium im Hochland von Chile, das in den frühen 2030er fertiggestellt werden soll. Nach seiner genauen Kalibrierung soll es etwa das zehnfache Auflösungsvermögen (Trennschärfe) des Hubble-Weltraumteleskops haben. Sein Name lässt die „Verwandtschaft“ mit den beiden Magellan-Teleskopen der chilenischen Las Campanas-Sternwarte anklingen.

## Planung
Es soll nach Fertigstellung aus sieben Primärspiegeln mit je 8,4 m Durchmesser bestehen. Um einen zentralen Spiegel, mit einer Mittelöffnung für den Cassegrain-Fokus, sind die restlichen sechs eng peripher angebracht, wobei alle auf einer gemeinsamen azimutalen Montierung aufgebaut sind. So entsteht ein Teleskop mit einem effektiven Spiegeldurchmesser von 21,4 m (Fläche), bzw. 24,5 m (Auflösung). Als Vorbild dieser Bauweise gilt das Large Binocular Telescope (mit zwei derartigen Spiegeln) auf dem Mt. Graham in dem US-Staat Arizona. Die Brennweite des Primärspiegels ist mit 18 m für ein solches Gerät extrem kurz (f/0,7), was eine sehr kompakte Bauweise ermöglicht. (Zum Vergleich: Der Primärspiegel des Hale-Teleskop des Palomar-Observatoriums hat mit seinem 5-m-Spiegel 17 m Brennweite.) Die effektive Brennweite des Gesamtsystems soll 203 m betragen (f/8,0). Bei der optischen Bauweise handelt es sich um ein aplanatisches Gregory-Teleskop. Die Größe des vignettierungsfreien Bildfeldes soll 26 Bogenminuten betragen. (Zum Vergleich: der scheinbare Durchmesser des Vollmondes beträgt ca. 30 Bogenminuten.)
Hauptbefürworter für das GMT ist der Amerikaner Roger Angel, der Gründer des Spiegel-Laboratoriums des Steward Observatory der Universität von Arizona. Dieses Labor hat – zusammen mit Schott & Gen. Mainz – Erfahrung im Guss „leichter“ Riesenspiegel mit Hilfe rotierender Öfen. Die Rotation erzeugt bereits beim Guss eine parabolische Spiegeloberfläche und reduziert erheblich den nachfolgenden Schleifaufwand. Während die Schott-Spiegel dünne, verformbare Menisken sind (wie die des Very Large Telescopes), sind die Spiegel des genannten Labors starr, mit einer Wabenkonstruktion auf der Rückseite, die zusammen mit dem Spiegel aus japanischem Borosilikatglas (Typ E6 von Ohara) gegossen wird.

## Besonderheiten

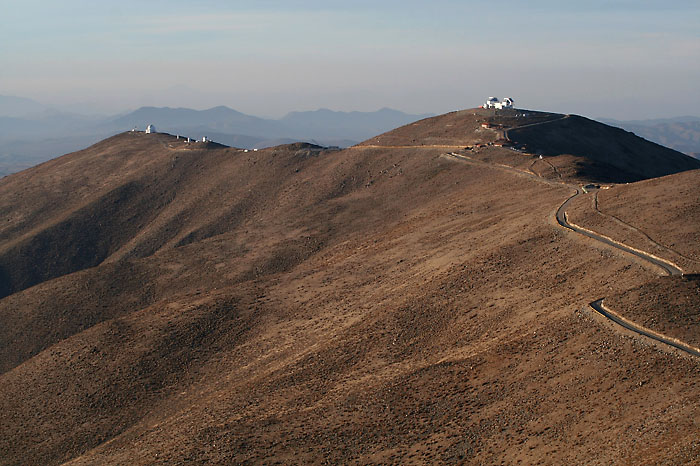
Das Teleskop wird auf dem Las-Campanas-Observatorium errichtet

Das Neue am GMT ist der auch vom o. g. Labor getätigte Schleif- und Poliervorgang der sechs peripheren Primärspiegel, durchgeführt auf einem Vertikalen Portalbearbeitungszentrum der Firma Breton, denn die Spiegel müssen asymmetrisch sein. Die Sponsoren haben von den auf 400 bis 500 Millionen US-Dollar geschätzten Gesamtkosten zunächst 20 Millionen zur Herstellung und Prüfung eines asymmetrischen Primärspiegels und des dazugehörigen Sekundärspiegels freigegeben.
An einem 1:5-Modell wird die Optik studiert. Zum Erreichen der bestmöglichen Auflösung (λ/D = 600 nm/24,5 m ⇒ 0,005 Bogensekunden, zehnmal besser als das Hubble Space Telescope) erhalten die sieben dünnen, verformbaren Sekundärspiegel von etwa 1 m Durchmesser adaptive Optiken.
Durch die bei der vorgesehenen Brennweite relativ kompakte Bauweise ist der benötigte Kuppelbau nur unwesentlich größer als der des Palomar-Observatoriums.

## Organisation
Die Mitglieder der Giant Magellan Telescope Organization (GMTO) sind:
- Observatorien der Carnegie Institution of Washington (OCIW)
- Harvard University
- Smithsonian Astrophysical Observatory
- Texas A&M University
- University of Arizona
- University of Chicago
- University of Texas at Austin
- Australian National University
- Astronomy Australia Limited
- Korea Astronomy and Space Science Institute
- Universität von São Paulo

## Fertigstellung

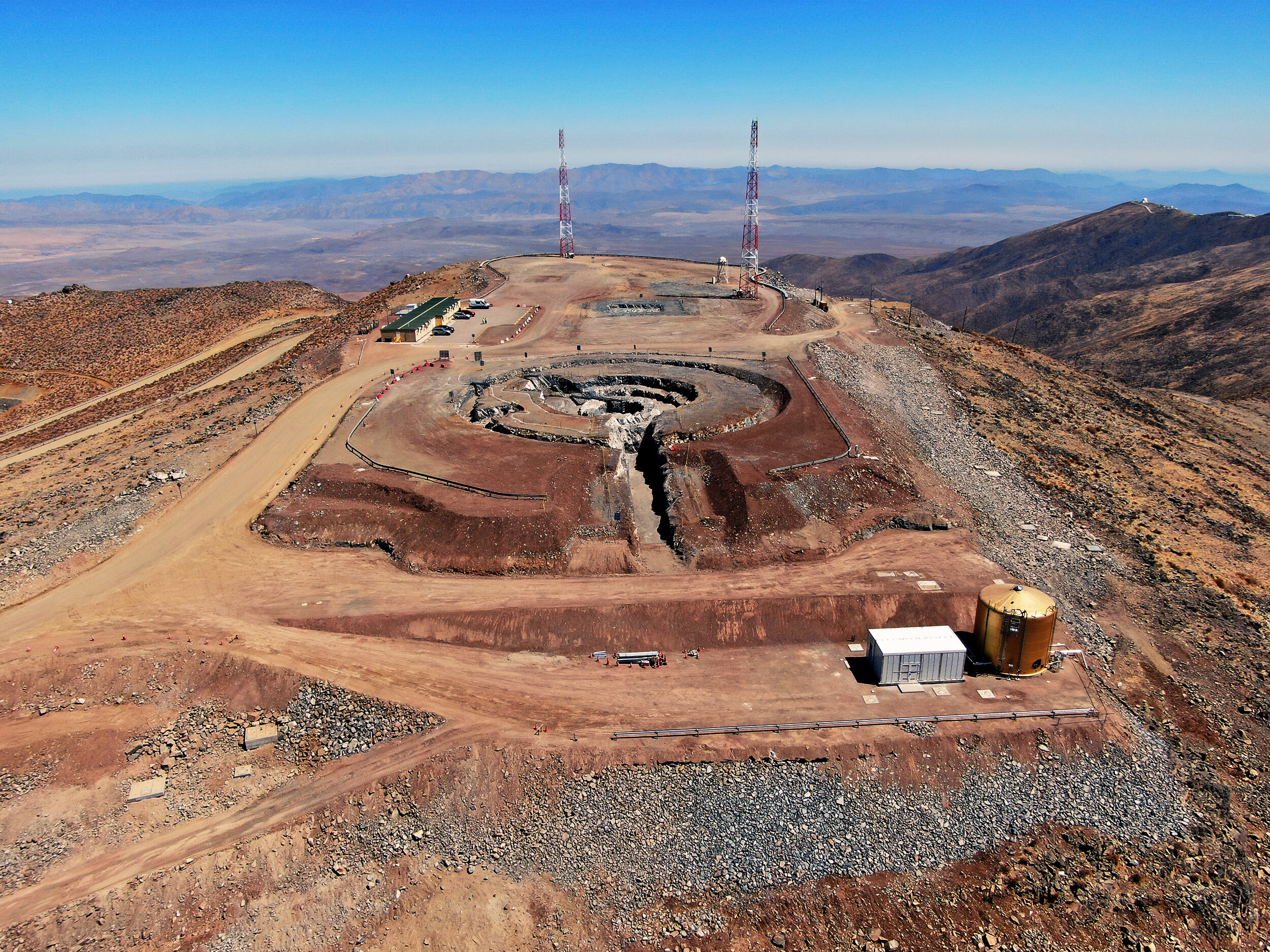
Luftaufnahme der Baustelle

Der Vertrag zum Bau wurde im Februar 2009 geschlossen. Für einen ersten, 2005 im Mirror Lab der University of Arizona gegossenen Primärspiegel wurden im Oktober 2012 Politur und Test abgeschlossen. Von den geschätzten Kosten in Höhe von 700 Millionen Dollar war im Jahr 2010 eine Summe von 130 Millionen zugesagt. Der Rohling des zweiten Spiegels wurde am 14. Januar 2012 fertiggestellt, am 23. März 2012 wurde mit den Sprengarbeiten am Teleskopstandort begonnen, um einen ebenen Bauplatz zu schaffen. Im September des Jahres 2023 wurde mit dem Polieren des letzten Spiegels begonnen. Ebenfalls im Jahr 2023 begann die Herstellung der die Spiegel haltenden Strukturelemente. Das Design für das Gehäuse wurde 2024 fertiggestellt.

## Vergleich mit anderen Großteleskopen

Vergleich der Spiegelflächen optischer Teleskope

| Name                                    | Apertur Durchmesser (m) | Spiegelfläche (m²) | Erstes Licht |
| --------------------------------------- | ----------------------- | ------------------ | ------------ |
| Extremely Large Telescope (ELT)         | 39,3                    | 978                | 2027         |
| Thirty Meter Telescope (TMT)            | 30                      | 655                | unklar       |
| Giant Magellan Telescope (GMT)          | 24,5                    | 368                | 2029         |
| Southern African Large Telescope (SALT) | 11,1 × 9,8              | 79                 | 2005         |
| Keck-Observatorium                      | 10,0                    | 76                 | 1990, 1996   |
| Gran Telescopio Canarias (GTC)          | 10,4                    | 74                 | 2007         |
| Very Large Telescope (VLT)              | 8,2                     | 4 × 50             | 1998-2000    |